# Sebastian Tham (konstnär)
Johan Wilhelm Vollrath Sebastian Tham, född 2 april 1920 i Stockholm, död 30 juni 2000 i Lund, var en svensk teckningslärare, målare och grafiker.
Han var son till kaptenen August Wilhelm Vollrath Tham och Karin Helen Berg och från 1946 gift med Kitty Tham. Han studerade vid Otte Skölds målarskola 1939–1940 och Académie Libre 1942-1943 i Stockholm samt vid Fria målarskolan i Helsingfors 1945. Han genomförde därefter ett stort antal studieresor till bland annat Frankrike och England samt i Frankrike där han fick studera för Johnny Friedlaender 1952. Han anställdes 1963 som teckningslärare vid Hässleholms skolor. Separat ställde han ut några gånger i Strängnäs och på Lilla ateljén i Stockholm. Tillsammans med Haruo Sézaki ställde han ut på Galerie Moderne i Stockholm och med sin fru i Enköping. Han medverkade några gånger i Nationalmuseums utställning Unga tecknare och utställningar med provinsiell konst i Strängnäs. Bland hans offentliga arbeten märks en altarmålning i Mora metodistförsamlings möteslokal. Hans konst består stadsmiljöer och landskapsmotiv utförda i olja, tempera eller pastell. Tham är representerad vid Emigrantinstitutet i Växjö.